# Eblisia miripuncta
Eblisia miripuncta är en skalbaggsart som först beskrevs av Cooman 1932.  Eblisia miripuncta ingår i släktet Eblisia och familjen stumpbaggar. Inga underarter finns listade i Catalogue of Life.